# NGC 4512
NGC 4512 = NGC 4521  ist eine Linsenförmige Galaxie vom Hubble-Typ S0/a im Sternbild Drache am Nordsternhimmel. Sie ist schätzungsweise 117 Millionen Lichtjahre von der Milchstraße entfernt und hat einen Durchmesser von etwa 85.000 Lichtjahren.

Im selben Himmelsareal befinden sich u. a. die Galaxien NGC 4481, NGC 4510, NGC 4545.
Die Typ-II-Supernova SN 1995J wurde hier beobachtet.
Das Objekt wurde am 20. März 1790 vom deutsch-britischen Astronomen William Herschel mit Hilfe seines 18,7-Zoll-Spiegelteleskops (als NGC 4521 gelistet) und am 3. April 1832 von seinem Sohn, dem britischen Astronomen John Herschel, entdeckt (als NGC 4512 aufgeführt).